# David Rivett (Wissenschaftsmanager)
Sir Albert Cherbury David Rivett KCMG (* 4. Dezember 1885 in Dover, Tasmanien, Australien; † 1. April 1961 in Sydney, New South Wales, Australien) war ein australischer Chemiker und Wissenschaftsmanager.

## Leben und Wirken
Albert Cherbury David Rivett war das zweite Kind des Geistlichen und Pazifisten Albert Rivett (1855–1934). Sein Vater stammte aus Norwich in England, machte in Bow in East London einen Theologieabschluss und wurde 1879 von der Colonial Missionary Society nach Australien geschickt. Dort heiratete er 1881 in Fitzroy, Victoria, Elizabeth Mary Ann Cherbury. Sie hatten fünf Töchter und zwei Söhne: Eleanor Harriett (1883–1972), Albert David (1885–1961), Elsie Grace (1887–1964), Olive Murray (1889–1981), Amy Christine (1891–1962), Edward William (1894–1962) und Doris Mary (1896–1969).
Der 1885 geborene Albert David wuchs in Victoria in Yarrawonga und Beechworth auf. Er erhielt ein Stipendium für das Wesley College in Melbourne und 1902 ein Stipendium der Universität Melbourne, wo er das Queen’s College besuchte. Dort wurde er besonders beeinflusst vom methodistischen Geistlichen Edward Sugden, der Master des Queen’s Colleges war, und dem Chemiker David Orme Masson (1858–1937), durch den er vom Studium der Medizin zu den Naturwissenschaften wechselte. Masson war bis zu seinem Tod 1937 Rivetts Lehrer, Mentor und Freund. 1906 erlangte Rivett den Bachelor of Sciences. 1907 erhielt er ein Rhodes-Stipendium und ging an das Lincoln College der Universität Oxford, wo er Schüler von Nevil Vincent Sidgwick war. Er schloss 1909 als Bachelor of Arts und 1910 als Bachelor of Sciences ab. Experimentell arbeitete er insbesondere zur Hydratisierung von Säureanhydriden. 1910 ging er für ein halbes Jahr nach Stockholm an das von Svante Arrhenius geleitete Nobelinstitut für Physikalische Chemie und arbeitete zu Problemen des Gleichgewichts in heterogenen Systemen. Ab 1911 lehrte er Chemie an der Universität Melbourne. 1913 erlangte er an dort den D.Sc. und an der Universität Oxford den Master of Arts.
Im Ersten Weltkrieg arbeitete er zunächst für das Medizinische Corps der Australian Army. Später wirkte er in einer Munitionsfabrik in Swindon in der englischen Grafschaft Wiltshire bei der Herstellung von reinem Ammoniumnitrat mit, einem Bestandteil des Sprengstoffs Amatol. Aus diesen Arbeiten entstand 1923 die Veröffentlichung The Phase Rule and the Study of Heterogeneous Equilibria.
1919 kehrte er an die Universität Melbourne zurück und wurde 1920 zum außerordentlichen Professor ernannt. 1924 übernahm er den Lehrstuhl von David Orme Masson.

### Wissenschaftsmanager

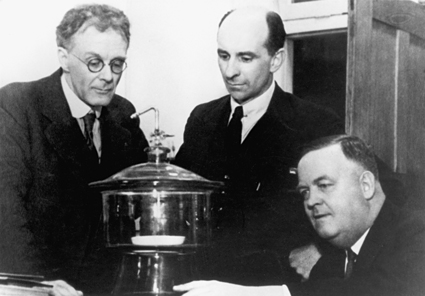
Die CSIR-Führungskräfte George Julius, David Rivett und Arnold Richardson (v.l.)

1914 war er als Organisationssekretär des australischen Treffens der British Association for the Advancement of Science erstmals auf wissenschaftsorganisatorischem Gebiet tätig. 1926 wurde er mit den Ingenieuren George Alfred Julius (1873–1946) und William Johnstone Newbigin (1874–1927) als „wissenschaftliches Mitglied“ in den Vorstand des neu formierten Council for Scientific and Industrial Research (CSIR) berufen. Nach anfänglicher Teilzeittätigkeit wurde Rivett 1927 Vollzeitmitglied und Geschäftsführer und verließ die Universität. Zwar bezweifelte er seine eigene Eignung, aber sein Verantwortungsbewusstsein gegenüber der Öffentlichkeit und die Einwirkung von David Orme Masson beeinflussten seine Entscheidung.
Rivett versuchte, kleine Forschungsteams unter Leitung eines angesehenen Wissenschaftlers aufzubauen und der Gruppe möglichst viele Freiheiten zu gewähren. Er akzeptierte, dass der angewandten Wissenschaft zunächst Vorrang eingeräumt werden sollte, bestand jedoch auf einem Engagement für die Grundlagenforschung. Sein Ziel war es, die Hälfte der Ressourcen für die Grundlagenforschung aufzuwenden, was sich aber als nicht realistisch erwies. Obwohl er in den 1930er Jahren mit der Arbeit des CSIR unzufriedener wurde, wurde er nach dem Tod von Georg Julius 1946 Vorsitzender des CSIR. Er legte wieder besonderes Augenmerk auf die Schwerpunkte Unabhängigkeit der Wissenschaft und Förderung der Grundlagenforschung und plante die Bildung neuer Disziplinen wie Tiergenetik, Tierphysiologie, Atomphysik und meteorologische Physik. Allerdings war für ihn das Problem der Geheimhaltung in der Wissenschaft einer der unangenehmsten Aspekte der Nachkriegszeit; 1948 kritisierte er öffentlich die Auswirkungen der Geheimhaltung in der Wissenschaft und forderte die Rückkehr zu internationalistischen Prinzipien. Andererseits wurde die Arbeit und die Sicherheit des CSIR aus dem In- und Ausland in Frage gestellt, unter anderem, weil einige jüngere Mitarbeiter kommunistische Sympathisanten gewesen sein sollen. Der CSIR wurde auch in seiner Führung umstrukturiert und 1949 in „Commonwealth Scientific and Industrial Research Organisation“ (CSIRO) umbenannt. Rivett akzeptierte diese Veränderungen nicht, da sie seiner Meinung nach die Autonomie der Organisation zerstören würden, und trat 1949 in den Ruhestand. Für ein Jahr war er noch Vorsitzender eines neugegründeten Beirates.
David Rivett war 1930 bis 1931 Präsident der Society of Chemical Industry of Victoria und von 1937 bis 1939 Präsident der Australian and New Zealand Association for the Advancement of Science. 1940 und 1949 war er Präsident des Royal Australian Chemical Institute und 1949 Präsident der Society of Chemical Industry in London. Er war beteiligt an der Gründung der Australian National University und war 1954 Gründungsmitglied der Australian Academy of Science. Er war Direktor der australischen Tochtergesellschaft von Imperial Chemical Industries, der Australia and New Zealand Bank Limited und mehrerer Versicherungsunternehmen.
David Rivett heiratete am 11. November 1911 die damalige Forschungsstudentin der Chemie Stella Deakin (1886–1976), die Tochter von Alfred Deakin. Mit ihr hatte er zwei Söhne. Rohan (1917–1977) war Journalist und Zeitungsherausgeber, Kenneth (1923–2004) war Wirtschaftswissenschaftler und politischer Aktivist.
David Rivett starb am 1. April 1961 in Sydney und wurde eingeäschert. Premierminister Robert Menzies bezeichnete ihn nach seinem Tod als „einen der größten Australier unserer Zeit“.

## Ehrungen
- 1935: Knight Commander des Order of St Michael and St George
- 1937: R. M. Johnston Memorial Medal der Royal Society of Tasmania
- 1941: Fellow der Royal Society
- 1953: James Cook Medal der Royal Society of New South Wales

- Der Mount Rivett im Mac-Robertson-Land wurde 1931 von Douglas Mawson, dem Leiter der BANZARE-Expedition, nach ihm benannt.[5]
- Ein von Max Meldrum gezeichnetes Porträt befindet sich im Hauptsitz des CSIRO in Canberra.[6] Das Bild war 1941 Finalist zur Vergabe des Archibald Prize.[7]
- Die CSIRO Officers’ Association vergibt ab 1964 zweijährlich die „David Rivett Medal“. Die ersten Träger waren der Veterinärmediziner Clifford Harold „Cliff“ Gallagher (1924–2005) und der Biochemiker Edward Owen Paul „Ted“ Thompson (1925–2012).[8][9]
- Der ungarisch-australischer Medailleur Andor Mészáros fertigte um 1966 eine Porträtmedaille von David Rivett, die in der National Portrait Gallery in Canberra zu sehen ist.[10]
- Das 1966 durch Senator John Gorton eröffnete Labor des CSIRO an der Monash University in Clayton wurde nach ihm benannt.[11]
- Das Ende der 1960er Jahre entstandene Stadtviertel Rivett von Canberra im Australian Capital Territory wurde nach ihm benannt.[12]

## Schriften
- Neutral salt action as exhibited in the freezing points of mixtures in aqueous solution. Almqvist & Wiksells, Uppsala 1911, OCLC 248301086.
- The Phase Rule and the Study of Heterogeneous Equilibria. Clarendon Press, Oxford 1923, OCLC 913150993.
- Oil production from coal viewed from an Australian standpoint. Report. Johnston, Canberra 1937, OCLC 220963871.
- The application of science to industry in Australia. University of Queensland, Brisbane 1944, OCLC 1058051576.